# I Adore You
I Adore You è un film del 1933 diretto da George King.
Si tratta di una commedia musicale ambientata in uno studio cinematografico, nota per l'apparizione "extra" di Errol Flynn.
È considerato un film perduto.

## Trama
Norman Young vuole sposare la protagonista Margot Grahame, ma firma il contratto con un magnate del cinema, il produttore Louis B. Koenig, che le impedisce di sposarsi durante un periodo di cinque anni. Norman spende milioni per rompere il contatto.